# Governo Netanyahu IV
Il Governo Netanyahu IV è stato il 34º governo di Israele,per un totale di 5 anni 4 giorni, il quarto sotto la guida di Benjamin Netanyahu.
Il governo è succeduto al governo Netanyahu III dopo le elezioni parlamentari del 2015 e ha prestato giuramento il 14 maggio del 2015. Le elezioni erano state convocate quando due partiti membri della coalizione precedente avevano ritirato il proprio appoggio al governo.

## La Legge fondamentale
Il 19 luglio 2018 viene approvata la «Legge fondamentale: Israele quale Stato nazionale del popolo ebraico». Con questa legge viene rafforzato il carattere giudaico dello Stato di Israele.

## Composizione
| Carica                                                                         | Titolare | Titolare | Titolare                                             | Partito                    |
| ------------------------------------------------------------------------------ | -------- | -------- | ---------------------------------------------------- | -------------------------- |
| Primo ministro                                                                 |          |          | Benjamin Netanyahu                                   | Likud                      |
| Ministro della difesa                                                          |          |          | Moshe Ya'alon (fino al 22/05/2016)                   | Likud                      |
| Ministro della difesa                                                          |          |          | Benjamin Netanyahu (ad interim, fino al 30/05/2016)  | Likud                      |
| Ministro della difesa                                                          |          |          | Avigdor Lieberman (fino al 18/11/2018)               | Israel Beitenu             |
| Ministro della difesa                                                          |          |          | Benjamin Netanyahu (ad interim, fino all'08/11/2019) | Likud                      |
| Ministro della difesa                                                          |          |          | Naftali Bennett                                      | Nuova Destra               |
| Ministro degli affari esteri Ministro dell'intelligence e dell'energia atomica |          |          | Yisrael Katz                                         | Likud                      |
| Ministro dell'Aliyah e dell'integrazione                                       |          |          | Ze'ev Elkin (fino al 30/05/2016)                     | Likud                      |
| Ministro dell'Aliyah e dell'integrazione                                       |          |          | Sofa Landver (fino al 18/11/2018)                    | Israel Beitenu             |
| Ministro dell'Aliyah e dell'integrazione                                       |          |          | Benjamin Netanyahu (ad interim, fino al 24/12/2018)  | Likud                      |
| Ministro dell'Aliyah e dell'integrazione                                       |          |          | Yariv Levin (fino al 09/01/2019)                     | Likud                      |
| Ministro dell'Aliyah e dell'integrazione                                       |          |          | Yoav Galant                                          | Likud                      |
| Ministro delle costruzioni                                                     |          |          | Yoav Galant (fino al 02/01/2019)                     | Kulanu                     |
| Ministro delle costruzioni                                                     |          |          | Yifat Shasha-Biton                                   | Kulanu                     |
| Ministro della cultura e dello sport                                           |          |          | Miri Regev                                           | Likud                      |
| Ministro dell'interno Ministro dello sviluppo del Negev e della Galilea        |          |          | Aryeh Deri                                           | Shas                       |
| Ministro degli affari religiosi                                                |          |          | Yitzhak Vaknin                                       | Shas                       |
| Ministro dell'economia                                                         |          |          | Aryeh Deri (fino al 03/11/2015)                      | Shas                       |
| Ministro dell'economia                                                         |          |          | Benjamin Netanyahu (ad interim, fino al 01/08/2016)  | Likud                      |
| Ministro dell'economia                                                         |          |          | Moshe Kahlon (fino al 23/01/2017)                    | Kulanu                     |
| Ministro dell'economia                                                         |          |          | Eli Cohen                                            | Likud                      |
| Ministro delle finanze                                                         |          |          | Moshe Kahlon                                         | Kulanu                     |
| Ministro della sanità                                                          |          |          | Benjamin Netanyahu (ad interim, fino al 27/08/2015)  | Likud                      |
| Ministro della sanità                                                          |          |          | Yaakov Litzman (fino al 28/11/2017)                  | Ebraismo della Torah Unito |
| Ministro della sanità                                                          |          |          | Benjamin Netanyahu (ad interim, fino al 29/12/2019)  | Likud                      |
| Ministro della sanità                                                          |          |          | Yaakov Litzman                                       | Ebraismo della Torah Unito |
| Ministro degli affari di Gerusalemme                                           |          |          | Ze'ev Elkin                                          | Likud                      |
| Ministro della protezione ambientale                                           |          |          | Avi Gabbay (fino al 31/05/2016)                      | Kulanu                     |
| Ministro della protezione ambientale                                           |          |          | Moshe Kahlon (fino al 01/08/2016)                    | Kulanu                     |
| Ministro della protezione ambientale                                           |          |          | Ze'ev Elkin                                          | Likud                      |
| Ministro della sicurezza interna                                               |          |          | Yariv Levin (fino al 25/05/2015)                     | Likud                      |
| Ministro della sicurezza interna                                               |          |          | Gilard Erdan                                         | Likud                      |
| Ministro degli affari strategici Ministro dell'informazione                    |          |          | Gilard Erdan                                         | Likud                      |
| Ministro del turismo                                                           |          |          | Yariv Levin                                          | Likud                      |
| Ministro della giustizia                                                       |          |          | Ayelet Shaked (fino al 02/06/2019)                   | Nuova Destra               |
| Ministro della giustizia                                                       |          |          | Amir Ohana                                           | Likud                      |
| Ministro delle infrastrutture nazionali, dell'energia e dell'acqua             |          |          | Yuval Steinitz                                       | Likud                      |
| Ministro della cooperazione regionale                                          |          |          | Benjamin Netanyahu (ad interim, fino al 26/12/2016)  | Likud                      |
| Ministro della cooperazione regionale                                          |          |          | Tzachi Hanegbi                                       | Likud                      |
| Ministro dell'agricoltura e dello sviluppo rurale                              |          |          | Uri Ariel (fino al 15/11/2019)                       | La Casa Ebraica            |
| Ministro dell'agricoltura e dello sviluppo rurale                              |          |          | Tzachi Hanegbi                                       | Likud                      |
| Ministro della scienza e della tecnologia                                      |          |          | Ofir Akunis                                          | Likud                      |
| Ministro del lavoro, del welfare e degli affari sociali                        |          |          | Haim Katz (fino al 16/08/2019)                       | Likud                      |
| Ministro del lavoro, del welfare e degli affari sociali                        |          |          | Ofir Akunis                                          | Likud                      |
| Ministro dell'uguaglianza sociale                                              |          |          | Gila Gamliel                                         | Likud                      |
| Ministro delle comunicazioni                                                   |          |          | Benjamin Netanyahu (ad interim, fino al 21/02/2017)  | Likud                      |
| Ministro delle comunicazioni                                                   |          |          | Tzachi Hanegbi (fino al 29/05/2017)                  | Likud                      |
| Ministro delle comunicazioni                                                   |          |          | Ayoob Kara (fino al 24/06/2019)                      | Likud                      |
| Ministro delle comunicazioni                                                   |          |          | Dudi Amsalem                                         | Likud                      |
| Ministro dell'istruzione                                                       |          |          | Naftali Bennett (fino al 02/06/2019)                 | Nuova Destra               |
| Ministro dell'istruzione                                                       |          |          | Rafi Peretz                                          | La Casa Ebraica            |
| Ministro dei trasporti e della sicurezza stradale                              |          |          | Yisrael Katz (fino al 17/06/2019)                    | Likud                      |
| Ministro dei trasporti e della sicurezza stradale                              |          |          | Bezalel Smotrich                                     | La Casa Ebraica            |
| Ministro per gli affari della diaspora                                         |          |          | Naftali Bennett (fino al 02/06/2019)                 | La Casa Ebraica            |
| Ministro per gli affari della diaspora                                         |          |          | Tzipi Hotovely                                       | Likud                      |

## Situazione Parlamentare
Situazione Parlamentare al momento del giuramento del nuovo governo:
| Camera  | Collocazione          | Partiti                                                                                 | Seggi    |
| ------- | --------------------- | --------------------------------------------------------------------------------------- | -------- |
| Knesset | Maggioranza/App. est. | Likud (30), Kulanu (10), La Casa Ebraica (8), Shas (7), Ebraismo della Torah Unito (6)  | 61 / 120 |
| Knesset | Opposizione           | Unione Sionista (24), Lista Comune (13), Yesh Atid (11), Israel Beitenu (6), Meretz (5) | 59 / 120 |